# Seymour Kneitel
Seymour Kneitel (né le 16 mars 1908 à New York, dans l'État de New York et mort le 30 juillet 1964  à Los Angeles ou New York) est un réalisateur, scénariste et producteur de cinéma américain.

## Filmographie

### Comme réalisateur
- 1942 : Japoteurs
- 1942 : Scrap the Japs
- 1942 : Me Musical Nephews
- 1943 : Too Weak to Work
- 1943 : Ration Fer the Duration
- 1943 : The Underground World
- 1943 : Secret Agent
- 1943 : Cartoons Ain't Human
- 1943 : The Marry-Go-Round
- 1944 : Henpecked Rooster
- 1944 : Hullaba-Lulu
- 1944 : Cilly Goose
- 1944 : Suddenly It's Spring
- 1944 : Lucky Lulu
- 1944 : Puppet Love
- 1944 : It's Nifty to Be Thrifty
- 1944 : I'm Just Curious
- 1944 : Moving Aweigh
- 1944 : She-Sick Sailors
- 1944 : Gabriel Churchkitten
- 1945 : When G.I. Johnny Comes Home
- 1945 : Magica-Lulu
- 1945 : Scrappily Married
- 1945 : Beau Ties
- 1945 : Daffidilly Daddy
- 1945 : Mess Production
- 1945 : Man's Pest Friend
- 1946 : House Tricks?
- 1946 : Loose in a Caboose
- 1946 : Peep in the Deep
- 1946 : Chick and Double Chick
- 1946 : Spree for All
- 1947 : The Fistic Mystic
- 1947 : Stupidstitious Cat
- 1947 : The Enchanted Square
- 1947 : Madhattan Island
- 1947 : The Mild West
- 1947 : The Royal Four-Flusher
- 1947 : Popeye and the Pirates
- 1947 : Naughty But Mice
- 1947 : The Baby Sitter
- 1947 : Santa's Surprise
- 1947 : All's Fair at the Fair
- 1948 : Cat o'Nine Tails
- 1948 : Base Brawl
- 1948 : The Dog Show-Off
- 1948 : Little Brown Jug
- 1948 : The Golden State
- 1948 : Winter Draws On
- 1948 : We're in the Honey
- 1948 : Pre-Hysterical Man
- 1948 : Sing or Swim
- 1948 : Butterscotch and Soda
- 1948 : Camptown Races
- 1948 : Spinach vs Hamburgers
- 1948 : Snow Place Like Home
- 1948 : Readin', Writin', and Rhythmetic
- 1948 : Robin Hood-Winked
- 1948 : The Old Shell Game
- 1948 : Symphony in Spinach
- 1949 : The Funshine State
- 1949 : Hep Cat Symphony
- 1949 : The Emerald Isle
- 1949 : Stork Market
- 1949 : A-Haunting We Will Go
- 1949 : Lumberjack and Jill
- 1949 : Toys Will Be Toys
- 1949 : Farm Foolery
- 1949 : Our Funny Finny Friends
- 1949 : Strolling Thru the Park
- 1949 : The Fly's Last Flight
- 1950 : Mice Meeting You
- 1950 : Blue Hawaii
- 1950 : How Green Is My Spinach
- 1950 : Detouring Thru Maine
- 1950 : Beach Peach
- 1950 : Jingle, Jangle, Jungle
- 1950 : Ups an' Downs Derby
- 1950 : Popeye Makes a Movie
- 1950 : Helter Swelter
- 1950 : Saved by the Bell
- 1950 : Baby Wants Spinach
- 1950 : Quick on the Vigor
- 1950 : Riot in Rhythm
- 1950 : Fresh Yeggs
- 1950 : Fiesta Time
- 1950 : The Farmer and the Belle
- 1950 : Sock-a-Bye Kitty
- 1951 : Vacation with Play
- 1951 : Boo Hoo Baby
- 1951 : Drippy Mississippi
- 1951 : Thrill of Fair
- 1951 : Land of Lost Watches
- 1951 : As the Crow Lies
- 1951 : Double-Cross-Country Race
- 1951 : Slip Us Some Redskin
- 1951 : Party Smarty
- 1951 : Cat-Choo
- 1951 : Let's Stalk Spinach
- 1951 : Cat Tamale
- 1951 : Scout Fellow
- 1952 : Snooze Reel
- 1952 : Popeye's Pappy
- 1952 : Deep Boo Sea
- 1952 : Cat Carson Rides Again
- 1952 : The Awful Tooth
- 1952 : Swimmer Take All
- 1952 : Dizzy Dinosaurs
- 1952 : Cage Fright
- 1952 : Tots of Fun
- 1952 : Clown on the Farm
- 1952 : Popalong Popeye
- 1952 : Mice-capades
- 1952 : Forest Fantasy
- 1952 : Big Bad Sindbad
- 1952 : The Case of the Cockeyed Canary
- 1953 : Ancient Fistory
- 1953 : Starting from Hatch
- 1953 : Spook No Evil
- 1953 : Philharmaniacs
- 1953 : Aero-Nutics
- 1953 : Popeye's Mirthday
- 1953 : Better Bait Than Never
- 1953 : Toreadorable
- 1953 : By the Old Mill Scream
- 1953 : Baby Wants a Battle
- 1953 : Little Boo-Peep
- 1953 : Popeye, the Ace of Space
- 1953 : Little Audrey Riding Hood
- 1953 : Shaving Muggs
- 1953 : Northwest Mousie
- 1954 : Boo Moon
- 1954 : The Seapreme Court
- 1954 : Penny Antics
- 1954 : Zero the Hero
- 1954 : Gift for Gag
- 1954 : Casper Genie
- 1954 : Taxi-Turvy
- 1954 : Puss 'n' Boos
- 1954 : Car-azy Drivers
- 1954 : Greek Mirthology
- 1954 : Fright to the Finish
- 1954 : Boos and Arrows
- 1954 : Private Eye Popeye
- 1954 : A Job for a Gob
- 1954 : Gopher Spinach
- 1955 : Hide and Shriek
- 1955 : Bicep Built for Two
- 1955 : Spooking with a Brogue
- 1955 : Bull Fright
- 1956 : Hill-billing and Cooing
- 1956 : Ground Hog Play
- 1956 : Mouseum
- 1956 : Popeye for President
- 1956 : Out to Punch
- 1956 : Penguin for Your Thoughts
- 1956 : Will Do Mousework
- 1956 : Line of Screammage
- 1956 : Popeye (série TV)
- 1956 : Sir Irving and Jeames
- 1956 : Fright from Wrong
- 1956 : Lion in the Roar
- 1957 : Spooking About Africa
- 1957 : Nearlyweds
- 1957 : Hooky Spooky
- 1957 : The Crystal Brawl
- 1957 : Peek a Boo
- 1957 : Spree Lunch
- 1957 : L'Amour the Merrier
- 1957 : From Made to Worse
- 1957 : Ice Scream
- 1957 : Possum Pearl
- 1957 : Jolly the Clown
- 1957 : Boo Bop
- 1958 : Sportickles
- 1958 : Spook and Span
- 1958 : Ghost Writers
- 1958 : Which Is Witch
- 1958 : Travelaffs
- 1958 : You Said a Mouseful
- 1958 : Good Scream Fun
- 1958 : Stork Raving Mad
- 1958 : Right Off the Bat
- 1958 : Dawg Gawn
- 1959 : Owly to Bed
- 1959 : Doing What's Fright
- 1959 : The Animal Fair
- 1959 : Fit to Be Toyed
- 1959 : Felineous Assault
- 1959 : La Petite Parade
- 1959 : Fun on Furlough
- 1959 : Houndabout
- 1959 : Huey's Father's Day
- 1959 : Down to Mirth
- 1959 : Not Ghoulty
- 1959 : Spooking of Ghosts
- 1959 : Casper's Birthday Party
- 1959 : Talking Horse Sense
- 1959 : Matty's Funday Funnies (série TV)
- 1959 : T.V. Fuddlehead
- 1959 : Katnip's Big Day
- 1959 : Out of This Whirl
- 1960 : Le Pacha (Top Cat)
- 1960 : Scouting for Trouble
- 1960 : Mike the Masquerader
- 1960 : Busy Buddies
- 1960 : The Boss Is Always Right
- 1960 : Be Mice to Cats
- 1960 : Fiddle Faddle
- 1960 : Trouble Date
- 1960 : From Dime to Dime
- 1960 : Trigger Treat
- 1960 : Monkey Doodles
- 1960 : Silly Science
- 1960 : Peck Your Own Home
- 1960 : The Shoe Must Go On
- 1960 : Turning the Fables
- 1960 : Shootin' Stars
- 1960 : Electronica
- 1960 : Counter Attack
- 1960 : Space Conditioning
- 1960 : Fine Feathered Fiend
- 1960 : Disguise the Limit
- 1960 : Planet Mouseola
- 1960 : Galaxia
- 1960 : Bouncing Benny
- 1961 : Terry the Terror
- 1961 : Northern Mites
- 1961 : Miceniks
- 1961 : Phantom Moustacher
- 1961 : The Lion's Busy
- 1961 : The Kid from Mars
- 1961 : The Mighty Termite
- 1961 : Goodie, the Gremlin
- 1961 : Alvin's Solo Flight
- 1961 : In the Nicotine
- 1961 : Hound About That
- 1961 : Trick or Tree
- 1961 : The Inquisit Visit
- 1961 : Bopin' Hood
- 1961 : Cape Kidnaveral
- 1961 : Munro
- 1961 : Cane and Able
- 1961 : Turtle Scoop
- 1961 : Kozmo Goes to School
- 1961 : Abner the Baseball
- 1961 : The Plot Sickens
- 1962 : Without Time or Reason
- 1962 : Perry Popgun
- 1962 : Home Sweet Swampy
- 1962 : Hi Fi Jinx
- 1962 : Frog's Legs
- 1962 : Crumley Cogwheel
- 1962 : Popcorn and Politics
- 1962 : Good and Guilty
- 1962 : TV or Not TV
- 1962 : Giddy Gadgets
- 1962 : Funderful Suburbia
- 1962 : Cool Cat Blues
- 1962 : Psychological Testing
- 1962 : Hero's Reward
- 1962 : Snuffy's Song
- 1962 : The Hat
- 1962 : A Tree Is a Tree Is a Tree?
- 1962 : The Method and Maw
- 1962 : Take Me to Your Gen'rul
- 1962 : Keeping Up with Krazy
- 1962 : Et Tu Otto
- 1962 : Yule Laff
- 1962 : Penny Pals
- 1962 : Mouse Blanche
- 1962 : Robot Ringer
- 1962 : It's for the Birdies
- 1962 : One of the Family
- 1962 : Fiddlin' Around
- 1963 : Snuffy Smith and Barney Google (série TV)
- 1963 : Ringading Kid
- 1963 : Ollie the Owl
- 1963 : The New Casper Cartoon Show (série TV)
- 1963 : Good Snooze Tonight
- 1963 : Drum Up a Tenant
- 1963 : A Sight for Squaw Eyes
- 1963 : One Weak Vacation
- 1963 : Trash Program
- 1963 : Beetle Bailey (série TV)
- 1963 : Krazy Kat (série TV)
- 1963 : Harry Happy
- 1963 : Gramps to the Rescue
- 1963 : Tell Me a Bedtime Story
- 1963 : Sour Gripes
- 1963 : The Pig's Feat
- 1963 : Hound for Hound
- 1963 : Hobo's Holiday
- 1963 : The Sheepish Wolf
- 1963 : Hiccup Hound
- 1963 : Muggy-Doo Boycat
- 1964 : Whiz Quiz Kid
- 1964 : Goodie Good Deed
- 1964 : Panhandling on Madison Avenue
- 1964 : Sailing Zero
- 1964 : Fizzicle Fizzle
- 1964 : Fix That Clock
- 1964 : Service with a Smile
- 1964 : Robot Rival
- 1964 : The Once Over
- 1964 : Laddy and His Lamp
- 1964 : A Friend in Tweed
- 1964 : Ocean Bruise
- 1964 : Highway Slobbery
- 1964 : Call Me a Taxi
- 1964 : Hip Hip Ole
- 1964 : Accidents Will Happen
- 1964 : Shoeflies
- 1964 : Getting Ahead
- 1964 : The Bus Way to Travel
- 1964 : And So Tibet
- 1965 : Reading, Writhing, and Rithmetic
- 1965 : Near-Sighted and Far Out
- 1965 : A Tiger's Tail
- 1965 : Homer on the Range
- 1966 : Space Kid

### comme producteur
- 1942 : You're a Sap, Mr. Jap
- 1942 : Alona on the Sarong Seas
- 1942 : Japoteurs
- 1942 : A Hull of a Mess
- 1942 : Scrap the Japs
- 1942 : Eleventh Hour
- 1942 : Me Musical Nephews
- 1942 : Destruction Inc.
- 1943 : Seein' Red, White 'n' Blue
- 1943 : Too Weak to Work
- 1943 : Jungle Drums
- 1943 : The Underground World
- 1943 : The Hungry Goat
- 1943 : Secret Agent
- 1943 : The Marry-Go-Round
- 1944 : W'ere on Our Way to Rio
- 1944 : The Anvil Chorus Girl
- 1944 : Spinach Packin' Popeye
- 1944 : Pitchin' Woo at the Zoo
- 1944 : I'm Just Curious
- 1944 : Gabriel Churchkitten
- 1944 : Lulu's Birthday Party
- 1945 : Tops in the Big Top
- 1945 : Scrappily Married
- 1945 : A Self-Made Mongrel
- 1946 : Rodeo Romeo
- 1947 : A Scout with the Gout
- 1947 : Stupidstitious Cat
- 1947 : Naughty But Mice
- 1947 : Super Lulu
- 1947 : The Circus Comes to Clown
- 1948 : Winter Draws On
- 1948 : Land of the Lost
- 1949 : The Lost Dream
- 1949 : Boos in the Night
- 1949 : The Big Flame Up
- 1950 : Land of the Lost Jewels
- 1950 : Blue Hawaii
- 1950 : Detouring Thru Maine
- 1950 : Beach Peach
- 1950 : Tarts and Flowers
- 1950 : Pleased to Eat You
- 1950 : Goofy Goofy Gander
- 1950 : Baby Wants Spinach
- 1950 : Casper's Spree Under the Sea
- 1951 : Drippy Mississippi
- 1951 : Land of Lost Watches
- 1951 : Sing Again of Michigan
- 1951 : Cat-Choo
- 1952 : Snooze Reel
- 1952 : Cat Carson Rides Again
- 1952 : Big Bad Sindbad
- 1952 : The Case of the Cockeyed Canary
- 1953 : Philharmaniacs
- 1953 : Winner by a Hare
- 1953 : Invention Convention
- 1953 : By the Old Mill Scream
- 1953 : Popeye, the Ace of Space
- 1953 : Boos and Saddles
- 1954 : Boo Moon
- 1954 : The Seapreme Court
- 1954 : Surf and Sound
- 1954 : Casper Genie
- 1957 : Spooking About Africa
- 1958 : Chew Chew Baby
- 1958 : Travelaffs
- 1959 : Owly to Bed

### Comme scénariste
- 1941 : Superman
- 1941 : The Mechanical Monsters
- 1942 : Billion Dollar Limited
- 1942 : Electric Earthquake